# Akbank Sanat
 (janvier 2017).
Si vous disposez d'ouvrages ou d'articles de référence ou si vous connaissez des sites web de qualité traitant du thème abordé ici, merci de compléter l'article en donnant les références utiles à sa vérifiabilité et en les liant à la section « Notes et références ».
Akbank Sanat, est un centre d’arts situé sur la rue d’Istiklal, dans le district de Beyoğlu à Istanbul, en Turquie. Fondé en 1993 par la banque Akbank, il accueille divers événements culturels.
Le centre organise des concerts, des expositions, des conférences ainsi que l’Akbank Jazz Festival.

## Description
Le bâtiment d’Akbank Sanat a six étages. A l'entrée et au premier étage, il y a les expositions d’art contemporain. Les œuvres d'artistes célèbres et des amateurs prometteurs[non neutre] sont exposées. Le Centre a accueilli 150 expositions jusqu'à présent. Le deuxième étage accueille une salle de conférence, pouvant accueillir 125 personnes. Concerts thématiques, démonstrations du Concours Court-Métrage d’Akbank, théâtres pour les enfants et séminaires intellectuels sont organisés dans cette salle. Au troisième étage se trouve un studio d’art où de nombreux ateliers sont organisés pour les adultes et les enfants qui sont intéressés par des arts plastiques. Une bibliothèque et un café sont situés au quatrième étage. Ateliers, courses et démonstrations de danse moderne sont organisés au sixième étage.

## Akbank Jazz Festival
L’un des festivals de jazz plus connus en Turquie[réf. nécessaire], Akbank Jazz Festival, a commencé en 1991[réf. nécessaire]. Le festival est célèbre pour inviter des musiciens célèbres de partout dans le monde, et il invite également des jeunes musiciens talentueux et prometteurs[non neutre]. 
Jusqu'à présent, le Festival a eu lieu au Musée d’Haghia İrini, Babylon, Cemal Reşit Rey Konser Salonu, Zorlu Center PSM.
Le festival a invité les musiciens :
- Cecil Taylor
- Chet Faker
- Archie Shepp
- Roberto Fonseca
- Terje Rypdal
- Miroslav Vitous
- Nils Petter Molvear
- Anouar Brahem (Trio)
- Abdullah Ibrahim
- Aydın Esen
- Betty Carter (Trio)
- Dave Holland
- John Zorn
- Cassandra Wilson
- Joachim Kühn
- Joe Zawinul
- Anthony Braxton
- McCoy Tyner
- Egberto Gismonti (Trio)
- Courtney Pine
- Pharoah Sanders
- Muhal Richard Abrams
- Roscoe Mitchell
- Arto Lindsay
- Richard Bona
- Max Roach
- Nguyen Le
- Dino Saluzzi
- Jimmy Smith
- Ayşe Tütüncü
- Art Ensemble of Chicago
- Trio 3
- Aki Takase
- Sam Rivers
- Don Cherry
- Richard Galliano
- Biréli Lagrène
- Stephan Micus
- Steve Turre
- Charles Lloyd New Quartet
- Avishai Cohen "Seven Seas"
- Arild Andersen Trio
- Maffy Falay Sextet
- Dusko Gojkovic
- Paul Motian
- The Ray Gelato Giants
- Azam Ali
- Robert Glasper
- Vijay Iyer (Trio)
- ZAZ
- Christian McBride (Trio)
- Jamie Cullum
- Kenny Barron
- Leszek Możdżer
- China Moses
- Ambrose Akinmusire
- Enrico Rava
- Nicholas Payton

Le festival est membre d’European Jazz Network.